# Turn Me On (2024)
Turn Me On ist eine romantische Science-Fiction-Komödie von Michael Tyburski. Der Film mit Justin H. Min, Nick Robinson und Bel Powley in den Hauptrollen feierte im September 2024 beim San Sebastian International Film Festival seine Premiere. Der US-Kinostart war im Januar 2025.

## Handlung
In der Zukunft erlaubt es eine Pille, dass bei Menschen alle Gefühle ausgelöscht werden. Als ein junges Paar die Einnahme des Medikaments aussetzt, entdecken die beiden eine für sie völlig neue Gefühlswelt. Nicht immer sind diese Emotionen positiv. Manchmal geht mit den Gefühlen auch ein Ballast einher, den es zu bewältigen gilt.

## Produktion

### Filmstab
Regie führte Michael Tyburski. Es handelt sich bei Turn Me On nach The Sound of Silence von 2019 um den zweiten Spielfilm des US-Amerikaners. Das Drehbuch schrieb Angela Bourassa, die zuletzt für die Science-Fiction-Rom-Com If You Were the Last von Kristian Mercado tätig war. Tyburski hatte die darin beschriebene, stark strukturierte Gesellschaft gefallen, ein System, das den Menschen alle Entscheidungen abnimmt und was geschieht, wenn man aus diesem ausbricht. Zudem sei das Drehbuch trotz aller dystopischen Elemente mit Humor geschrieben. Mit Filmeditor Matthew C. Hart arbeitete Tyburski bereits für The Sound of Silence zusammen.

### Besetzung
Der US-Amerikaner Nick Robinson  und die Britin Bel Powley spielen in den Hauptrollen William und Joy, die auf die Einnahme der „Pille“ verzichten. Justin H. Min, zuletzt zu sehen in den Filmen After Yang, Shortcomings, The Greatest Hits und Detained, spielt Christopher. Weitere Rollen wurden mit den Kanadiern Luke Kirby und Nesta Cooper, den US-Amerikanern D’Arcy Carden und Griffin Newman und Patti Harrison besetzt.

### Dreharbeiten
Die Dreharbeiten fanden von November 2022 bis Mitte März 2023 in der Nähe zum Ontariosee statt. Als Kameramann fungierte Matt Mitchell, der in der Vergangenheit für eine Reihe von Kurz- und Dokumentarfilme, für Nia DaCostas Regiedebüt Little Woods und zuletzt für das Mysterydrama Das Andere von Dan Berk und Robert Olsen und für den Thriller South of Heaven von Aharon Keshales tätig war.

### Filmmusik und Veröffentlichung
Die Filmmusik komponierte Nate Heller, zu dessen bekanntesten früheren Arbeiten The Diary of a Teenage Girl und Can You Ever Forgive Me? seiner Schwester Marielle Heller gehören.
Die Premiere des Films fand am 24. September 2024 beim San Sebastian International Film Festival statt. Im November 2024 wird er beim Internationalen Filmfestival von Stockholm gezeigt. Vertical Entertainment sicherte sich die Vertriebsrechte für Nordamerika. Am 10. Januar 2025 kam der Film in ausgewählte US-Kinos.

## Rezeption

### Kritiken
Martha Medina schreibt in ihrer Kritik bei mundocine.es, weil in Turn Me On ein junges Paar in einer sicheren und komfortablen Umgebung lebt, aber der Versuchung erliegt, die Regeln zu brechen und verbotene Freuden zu erleben, wirke der Film wie eine moderne und dystopische Parabel von Adam und Eva. Der Film rege auch zum Nachdenken an, zum Beispiel, ob man bereit wäre, negative Gefühle loszuwerden, wenn das gleichzeitig bedeutet, auch die positiven aufzugeben.

### Auszeichnungen
San Sebastian International Film Festival 2024
- Nominierung im New Directors Competition (Michael Tyburski)
- Auszeichnung mit dem Dama Youth Award (Michael Tyburski)[5][10]